# Кейп-Мей-Кор-Гауз (Нью-Джерсі)
Кейп-Мей-Кор-Гауз (англ. Cape May Court House) — переписна місцевість (CDP) в США, в окрузі Кейп-Мей штату Нью-Джерсі. Населення — 5573 особи (2020).

## Географія
Кейп-Мей-Кор-Гауз розташований за координатами 39°4′44″ пн. ш. 74°49′15″ зх. д. / 39.07889° пн. ш. 74.82083° зх. д. (39.078920, -74.820866).  За даними Бюро перепису населення США в 2010 році переписна місцевість мала площу 25,64 км², з яких 23,12 км² — суходіл та 2,52 км² — водойми.

### Клімат
Гроиада знаходиться у зоні, котра характеризується вологим субтропічним кліматом. Найтепліший місяць — липень із середньою температурою 23.3 °C (74 °F). Найхолодніший місяць — січень, із середньою температурою 1.7 °С (35 °F).
| Клімат Кейп-Мей-Кор-Гауза | Клімат Кейп-Мей-Кор-Гауза | Клімат Кейп-Мей-Кор-Гауза | Клімат Кейп-Мей-Кор-Гауза | Клімат Кейп-Мей-Кор-Гауза | Клімат Кейп-Мей-Кор-Гауза | Клімат Кейп-Мей-Кор-Гауза | Клімат Кейп-Мей-Кор-Гауза | Клімат Кейп-Мей-Кор-Гауза | Клімат Кейп-Мей-Кор-Гауза | Клімат Кейп-Мей-Кор-Гауза | Клімат Кейп-Мей-Кор-Гауза | Клімат Кейп-Мей-Кор-Гауза | Клімат Кейп-Мей-Кор-Гауза |
| Показник                  | Січ.                      | Лют.                      | Бер.                      | Квіт.                     | Трав.                     | Черв.                     | Лип.                      | Серп.                     | Вер.                      | Жовт.                     | Лист.                     | Груд.                     | Рік                       |
| Середній максимум, °C     | 5                         | 5                         | 7                         | 14                        | 19                        | 24                        | 27                        | 26                        | 23                        | 18                        | 12                        | 6                         | 16                        |
| Середня температура, °C   | 2                         | 2                         | 4                         | 10                        | 15                        | 20                        | 23                        | 22                        | 19                        | 14                        | 8                         | 3                         | 12                        |
| Середній мінімум, °C      | −1                        | −1                        | 1                         | 6                         | 11                        | 16                        | 19                        | 19                        | 16                        | 11                        | 5                         | 0                         | 8                         |
| Норма опадів, мм          | 80                        | 70                        | 90                        | 80                        | 70                        | 70                        | 90                        | 110                       | 80                        | 70                        | 70                        | 80                        | 1020                      |
| Днів з дощем              | 6                         | 6                         | 6                         | 6                         | 6                         | 5                         | 6                         | 7                         | 5                         | 5                         | 4                         | 6                         | 73                        |
| Вологість повітря, %      | 73                        | 72                        | 71                        | 71                        | 73                        | 74                        | 75                        | 78                        | 78                        | 76                        | 75                        | 74                        | 74                        |
| ------------------------- | ------------------------- | ------------------------- | ------------------------- | ------------------------- | ------------------------- | ------------------------- | ------------------------- | ------------------------- | ------------------------- | ------------------------- | ------------------------- | ------------------------- | ------------------------- |
| Джерело: Weatherbase      |                           |                           |                           |                           |                           |                           |                           |                           |                           |                           |                           |                           |                           |

## Демографія
Згідно з переписом 2010 року, у переписній місцевості мешкало 5338 осіб у 2165 домогосподарствах у складі 1396 родин. Густота населення становила 208 осіб/км².  Було 2603 помешкання (102/км²).
Расовий склад населення:
| - 85,1 % — білих - 9,3 % — чорних або афроамериканців - 2,4 % — азіатів - 0,1 % — корінних американців |

До двох чи більше рас належало 2,2 %. Частка іспаномовних становила 3,0 % від усіх жителів.
За віковим діапазоном населення розподілялося таким чином: 19,9 % — особи молодші 18 років, 57,8 % — особи у віці 18—64 років, 22,3 % — особи у віці 65 років та старші. Медіана віку мешканця становила 47,1 року. На 100 осіб жіночої статі у переписній місцевості припадало 88,8 чоловіків;  на 100 жінок у віці від 18 років та старших — 83,4 чоловіків також старших 18 років.
Середній дохід на одне домашнє господарство  становив 83 973 долари США (медіана — 66 458), а середній дохід на одну сім'ю — 93 968 доларів (медіана — 88 333). Медіана доходів становила 47 404 долари для чоловіків та 43 188 доларів для жінок. За межею бідності перебувало 8,8 % осіб, у тому числі 12,2 % дітей у віці до 18 років та 14,5 % осіб у віці 65 років та старших.
Цивільне працевлаштоване населення становило 2343 особи. Основні галузі зайнятості: освіта, охорона здоров'я та соціальна допомога — 29,2 %, роздрібна торгівля — 15,4 %, мистецтво, розваги та відпочинок — 13,0 %, публічна адміністрація — 11,2 %.